# Greg Mansell
Greg Mansell (né le 8 novembre 1987 sur l'île de Man) est un pilote automobile britannique. Il est le fils du champion du monde de Formule 1 Nigel Mansell. Son frère ainé, Leo, dispute les mêmes championnats que lui.

## Biographie
Greg Mansell a commencé le sport automobile en 2006, dans le championnat du Royaume-Uni de Formule BMW. Auteur d'une saison décevante, il a tout de même la satisfaction de s'être montré régulièrement plus performant que son frère Leo, qui effectuait ses débuts en sport automobile en même temps que lui.
Après une première expérience fin 2006, il dispute l'intégralité du championnat britannique de Formule 3 en 2007. À l'inverse de son frère, il parvient à se mettre ponctuellement en évidence et décroche trois podiums, ce qui lui permet de se classer à la 10e place finale du championnat.
En 2008, il participe avec son frère Leo au championnat de Champ Car Atlantic, l'antichambre du Champ Car, obtenant dans l'ensemble de meilleurs résultats que ce dernier, puisqu'il termine 10e du championnat, tandis que Leo finit 19e. En 2009, il participe au championnat World Series by Renault.

## Cyclisme
En 2012, chose plus étonnante, il sera professionnel en cyclisme dans l'équipe que son père Nigel finance, UK Youth  nom de l'ONG dont il est président depuis onze ans et qui réunit de jeunes coureurs britanniques et l'ancien vainqueur de Paris-Roubaix, Magnus Bäckstedt. Il a en effet commencé une carrière dans le cyclisme en disputant les Halfords Series une célèbre série de critériums urbains très médiatisés outre-Manche[Où ?]. Il s'est d'ailleurs imposé en 2011. Il pilotera néanmoins occasionnellement au côté de son père et de son frère.

## Résultats aux 24 Heures du Mans
| Année | Voiture             | Équipe                       | Équipiers                   | Résultat |
| ----- | ------------------- | ---------------------------- | --------------------------- | -------- |
| 2010  | Ginetta-Zytek GZ09S | Beechdean Mansell Motorsport | Leo Mansell / Nigel Mansell | Abandon  |